# 荃灣聖芳濟中學
荃灣聖芳濟中學（英語：St. Francis Xavier's School, Tsuen Wan），由法國聖母小昆仲會（Marist Brothers）創立於1963年，是一所位於香港的傳統天主教男校，與九龍聖芳濟書院為兄弟學校。校舍建於荃灣舊海壩村對出的填海地上。

## 校訓
忠 誠 博 愛
- 簡釋：忠誠尊尚主，處世與待人；博愛惠群倫，仁心披萬物。

## 運動鞋
學校容許學生穿着運動鞋(黑, 白, 藍, 啡, 灰)或皮鞋，大部分學生會選擇運動鞋，除非有特別活動。
運動鞋並不限於白色運動鞋，在沒有體育課的日子亦可穿着，故運動鞋成為學校學生的特色。

## 學校刊物

### 探驪
《探驪》為荃灣聖芳濟中學的官方刊物，是一本由學生負責的校刊，於特別日子(如陸運會、水運會)進行採訪。除此之外，《探驪》也會於每個學年的結尾時出版特刊，除了收錄整年的報道外，也特別邀請全校所有師生為該刊提供自創的文章或其他作品。

### 茗文小榭
《茗文小榭》是由中文學會成立編輯委員會，向藝術發展局申請撥款而出版的師生文集，於九十年代至二千年初出版共八期，後停刊。

## 歷任校長
1. 魏岫山修士（REV. BRO. Bosco Wei）（1963年－1972年）(已故，於2015年11月逝世，終年87歲)
2. 顧鴻勳修士（REV. BRO. Vincent Kunert）（1972年－1974年）(已故)
3. 張少坡修士（REV. BRO. Joseph Chang）（1974年－1997年）(已故，於2017年6月7日逝世，終年85歲)
4. 袁志榮先生（Mr. Yuen Chi Wing, James）（1997年－2008年）
5. 臧文濠先生（Mr. Chong Man Ho）（2008年－2015年，本為該校校友）
6. 何志宏先生（Mr. Ho Chi Wang）（2015年-2023年，本為前香港華仁書院副校長）
7. 鍾志源博士（Dr. Chung Chi Yuen）（2023年－目前，本為前明愛胡振中中學及迦密聖道中學校長）

## 著名/傑出校友

### 政治及公共事業界
- 許漢忠，JP，全國政協委員、前香港機場管理局行政總裁、大灣區航空董事及前行政總裁、前新創建集團副行政總裁及執行董事
- 黃偉綸，GBS，JP，財政司副司長，前發展局局長
- 梁君彥：大紫荊勳賢，GBS，MBE，JP，香港立法會主席，大灣區航空董事
- 鄧忍光，GBS，JP，前政制及內地事務局常任秘書長，前香港海關關長
- 鄧偉江，SBS，JP，前政府統計處處長
- 梁卓文，JP，公務員事務局常任秘書長
- 邱誠武，SBS，JP，前運輸及房屋局副局長、前香港經濟日報執行總編輯、香港城市大學香港持續發展研究中心國際及專業顧問
- 鄧甘滿，SBS，PDSM，PMSM，前香港警務處副處長(行動)
- 張立得：香港警務處警司(爆炸品處理課炸彈處理主任)
- 梁成恩，MBS，2001年殉職警員
- 楊世謙，FSDSM，FSMSM，前保安局助理秘書長、前香港消防處助理處長(救護)、香港聖約翰救傷隊高級助理總監(行政)
- 麥桂培，FSDSM，JP，前香港消防處助理處長(救護)
- 胡宏俊：前香港天文台高級科學主任
- 劉卓裕：獨立民主派人士，現任香港荃灣區議會愉景選區議員
- 鮑銘康：民建聯、葵青區議會 (S15 祖堯選區)
- 吳建華：中國民族貿易促進會 (北京) 海外業務部部長、世界華商投資基金會第15屆世界傑出華人獎之一
- 鄧俊賢：長春社教育經理，COP27觀察員
- 鄧榮林：事務律師
- 葉濠銘：工程師
- 鍾文輝：前葵青區議員（預科）[1]

### 地產及醫學界
- 黄瑞林：東莞市瑞龍房地產開發有限公司董事長，香港東莞塘廈同鄉會首屆會長
- 胡漢傑：建築師，書藉《天空之城：香港行人天橋的觀察與想像》作者之一
- 梁世民，BBS，JP，牙科醫生、前香港菲臘牙科醫院管理局主席、前香港牙醫學會會長[註 1]
- 王志偉：牙科醫生、亞太區牙科組織聯盟主席、前香港牙醫學會會長、香港國際牙科博覽暨研討會(HKIDEAS)創辦人、香港旅遊發展局香港國際會議大使
- 陳達明：神經外科專科醫生、香港中文大學醫學院外科學系名譽臨床副教授及王連大腦腫瘤中心聯席主任、威爾斯親王醫院神經外科主任、首屆中銀香港科技創新獎 (人工智能及機器人) 獲獎者
- 曾杞汶：眼科醫生，廣東省婦幼保健院住院醫師
- 伍健：普通科醫生
- 蔡永傑：精神科專科醫生，醫善同行醫學顧問
- 黃鴻亮：心胸肺外科專科醫生、香港中文大學醫學院名譽臨床副教授、威爾斯親王醫院心胸肺外科主管和顧問醫生、醫院管理局心胸肺外科專責小組主席、心胸肺外科委員會秘書、亞洲心血管與胸外科學會成員，美國胸肺學院和歐洲心胸外科協會院士心胸外科專科醫生。

### 教育及學術界
- 郁其援：香港職業訓練局卓越培訓發展中心 (時裝及紡織業) 中心主管
- 劉應泉：香港中文大學學校計劃主任、小學數學教科書作者
- 劉雅章：香港中文大學地理與資源管理系榮休教授、美國國家海洋和大氣管理局地球物理流體動力學實驗室氣候診斷項目首席科學家、美國普林斯敦大學地質學系及大氣和海洋科學課程教授、香港天文台科學顧問、美國氣象學會 (AMS) 資深會員
- 劉肯棠：加拿大麥基爾大學講師
- 陳子瑛：香港前補習名師，遵理學校創校校長兼總校長 (1978年中五畢業)
- 葉樹華：前博愛醫院八十週年鄧英喜中學校長
- 廖舜禧：香港大學中文學院高級講師，體驗學習及交流計劃總監，拓展部學術總監
- 蔡文力：英國倫敦大學衛生與熱帶醫學院傳染和熱帶病系助理教授，2016年香港十大傑出青年之一
- 明偉傑：香港城市大學傳染病及公共衛生學系助理教授、碩士課程主任、博士生導師、深圳奧思添醫療科技有限公司行政總裁、暨南大學基礎醫學與公共衛生學院副教授及國際學院院長助理、中山大學婦產科特聘教授
- 郭啟晉：香港城市大學應用社會科學系人文社會科學院正向教育研究室服務督導
- 張永明：前香港考試及評核局秘書長、前香港教育學院教務長
- 洪清田：香港學者
- 李炳基 (Alvin Li)：雅思補習老師
- 李斌：加拿大多倫多大學藥理及毒理學系客席教授
- 張炳松：前香港中文大學教育心理學教授

### 傳媒、文化、體育和演藝界
- 李燦榮：資深傳媒工作者，培訓師，曾跟三大粵語新聞行家。
- 馬龍：香港漫畫家、水墨畫家[註 2]
- 邢益臻：香港足球運動員
- 陳浩賢：香港流行作曲及填詞人
- 張家灝：無綫新聞記者
- 林超榮：已故香港電台資深傳媒工作者、電視及電影編劇和創作人
- 阮文泰：毛記電視藝人
- 羅永賢：無線電視監製兼任戲劇組製作部經理
- 陸浩明：暱稱六號，香港男性影視演員及節目主持，現為香港無綫電視經理人合約藝員
- 馬嘉均：香港男歌手
- 林澤群：香港話劇團演員
- 區焯文：香港電影導演、編劇和演員
- 彭志銘：次文化堂社長，香港文化評論員
- 鄺文偉：香港電影編劇、導演[2]
- 翁子光：香港著名編劇、導演，憑《踏血尋梅》奪得第35屆香港電影金像獎最佳編劇
- 馮志強：香港著名編劇、導演，憑《美人魚》獲提名第36屆香港電影金像獎最佳編劇
- 陳俊軒：CCH44搖搖生活品牌創辦人
- 馮英豪：前香港躲避盤總會主席

### 科技及工商界
- 黃江吉：前小米科技聯合創辦人及副總裁，前微軟中國工程院開發總監
- 唐鶴德：金融機構投資分析師
- 葉浩文：興證國際資產管理部海外業務拓展主管
- 陳家健：修身堂集團執行董事，香港大學校董
- 劉剛：諾發集團董事
- 蔡天沛：運動家創辦人，香港鞋業總會副秘書長
- 陳春：華為國際企業業務部發展總監
- 何懿德，MH，香港企業家、道路安全及交通意外重組專家（1967年）[3]

## 爭議事件
2022年10月5日早上，有14名學生正在進食早餐，惟期間沒有注意到國歌正在播放，繼續進食。被校方指違反港區國安法，被罰停課3天以及即時離開學校。教育局表示，得悉事件後，即時向有關學校了解情況。局方稱，據悉學校根據校本訓輔機制跟進學生的不當行為，並已就事件向全校家長發出聲明，已提醒學校按相關指引處理有關事宜，並要求學校提交報告，以及會繼續與學校保持密切聯繫，提供適切的意見。
而羅翠蓮副校長表示沒有直接與涉事學生對話，僅告誡他們有關行為在校外或會觸犯《國安法》，又認為以停課3日作為懲罰並不嚴重。而左校將軍澳香島中學校長的立法會議員鄧飛指出校方已跟足程序，處理手法可以接受，更認為就算沒有升旗禮下，學生在早會時間吃早餐的行為已經是「不正常的舉動」，不能接受。要求教育局制定劃一和清晰的罰則指引。
到2023年3月初，《明報》引述校董會回覆稱已接納獨立調查委員會提交的報告及改善建議，惟不會公開報告內容。而教育局沒有回覆校方勒令停課3天的做法是否恰當和局方是否同意報告。

## 外部連結
- 學校網站 （页面存档备份，存于）
- 校友會
- 家長教師會